# Pieter ten Cate
Pieter ten Cate (Leeuwarden, 28 luglio 1902 – Rotterdam, 27 giugno 1996) è stato un compositore di scacchi olandese.
Compose oltre 1300 problemi, il primo a 17 anni. Socio del Good Companion Chess Club, negli anni '20 compose soprattutto matti in due mosse, in seguito compose anche molti problemi di aiutomatto.
Giudice internazionale per la composizione dal 1958, Maestro internazionale della composizione dal 1973.
Dal 1964 al 1971 fu vice presidente della PCCC, organo della FIDE che regolamenta e organizza la composizione scacchistica.
Di professione era un funzionario di banca, direttore per molti anni della filiale di Rotterdam della Nederlandsche Bank, la banca nazionale olandese.
Il suo coetaneo Dr. Meindert Niemeijer pubblicò nel 1961 il libro P. Ten Cate, una raccolta di suoi problemi facente parte della serie Nederlandse Probleemcomponisten.
|   | a | b | c | d | e | f | g | h |   |
| 8 | g8 alfiere del bianco · h8 re del bianco · c7 cavallo del bianco · g7 donna del bianco · b6 pedone del nero · c6 pedone del nero · d6 torre del bianco · h6 pedone del nero · b5 pedone del bianco · c5 re del nero · f5 cavallo del bianco · d4 cavallo del nero · a3 pedone del bianco · b3 pedone del nero · c3 alfiere del nero · e3 donna del nero · f3 torre del nero · e2 cavallo del nero · f2 alfiere del bianco · c1 torre del bianco | g8 alfiere del bianco · h8 re del bianco · c7 cavallo del bianco · g7 donna del bianco · b6 pedone del nero · c6 pedone del nero · d6 torre del bianco · h6 pedone del nero · b5 pedone del bianco · c5 re del nero · f5 cavallo del bianco · d4 cavallo del nero · a3 pedone del bianco · b3 pedone del nero · c3 alfiere del nero · e3 donna del nero · f3 torre del nero · e2 cavallo del nero · f2 alfiere del bianco · c1 torre del bianco | g8 alfiere del bianco · h8 re del bianco · c7 cavallo del bianco · g7 donna del bianco · b6 pedone del nero · c6 pedone del nero · d6 torre del bianco · h6 pedone del nero · b5 pedone del bianco · c5 re del nero · f5 cavallo del bianco · d4 cavallo del nero · a3 pedone del bianco · b3 pedone del nero · c3 alfiere del nero · e3 donna del nero · f3 torre del nero · e2 cavallo del nero · f2 alfiere del bianco · c1 torre del bianco | g8 alfiere del bianco · h8 re del bianco · c7 cavallo del bianco · g7 donna del bianco · b6 pedone del nero · c6 pedone del nero · d6 torre del bianco · h6 pedone del nero · b5 pedone del bianco · c5 re del nero · f5 cavallo del bianco · d4 cavallo del nero · a3 pedone del bianco · b3 pedone del nero · c3 alfiere del nero · e3 donna del nero · f3 torre del nero · e2 cavallo del nero · f2 alfiere del bianco · c1 torre del bianco | g8 alfiere del bianco · h8 re del bianco · c7 cavallo del bianco · g7 donna del bianco · b6 pedone del nero · c6 pedone del nero · d6 torre del bianco · h6 pedone del nero · b5 pedone del bianco · c5 re del nero · f5 cavallo del bianco · d4 cavallo del nero · a3 pedone del bianco · b3 pedone del nero · c3 alfiere del nero · e3 donna del nero · f3 torre del nero · e2 cavallo del nero · f2 alfiere del bianco · c1 torre del bianco | g8 alfiere del bianco · h8 re del bianco · c7 cavallo del bianco · g7 donna del bianco · b6 pedone del nero · c6 pedone del nero · d6 torre del bianco · h6 pedone del nero · b5 pedone del bianco · c5 re del nero · f5 cavallo del bianco · d4 cavallo del nero · a3 pedone del bianco · b3 pedone del nero · c3 alfiere del nero · e3 donna del nero · f3 torre del nero · e2 cavallo del nero · f2 alfiere del bianco · c1 torre del bianco | g8 alfiere del bianco · h8 re del bianco · c7 cavallo del bianco · g7 donna del bianco · b6 pedone del nero · c6 pedone del nero · d6 torre del bianco · h6 pedone del nero · b5 pedone del bianco · c5 re del nero · f5 cavallo del bianco · d4 cavallo del nero · a3 pedone del bianco · b3 pedone del nero · c3 alfiere del nero · e3 donna del nero · f3 torre del nero · e2 cavallo del nero · f2 alfiere del bianco · c1 torre del bianco | g8 alfiere del bianco · h8 re del bianco · c7 cavallo del bianco · g7 donna del bianco · b6 pedone del nero · c6 pedone del nero · d6 torre del bianco · h6 pedone del nero · b5 pedone del bianco · c5 re del nero · f5 cavallo del bianco · d4 cavallo del nero · a3 pedone del bianco · b3 pedone del nero · c3 alfiere del nero · e3 donna del nero · f3 torre del nero · e2 cavallo del nero · f2 alfiere del bianco · c1 torre del bianco | 8 |
| 7 | g8 alfiere del bianco · h8 re del bianco · c7 cavallo del bianco · g7 donna del bianco · b6 pedone del nero · c6 pedone del nero · d6 torre del bianco · h6 pedone del nero · b5 pedone del bianco · c5 re del nero · f5 cavallo del bianco · d4 cavallo del nero · a3 pedone del bianco · b3 pedone del nero · c3 alfiere del nero · e3 donna del nero · f3 torre del nero · e2 cavallo del nero · f2 alfiere del bianco · c1 torre del bianco | g8 alfiere del bianco · h8 re del bianco · c7 cavallo del bianco · g7 donna del bianco · b6 pedone del nero · c6 pedone del nero · d6 torre del bianco · h6 pedone del nero · b5 pedone del bianco · c5 re del nero · f5 cavallo del bianco · d4 cavallo del nero · a3 pedone del bianco · b3 pedone del nero · c3 alfiere del nero · e3 donna del nero · f3 torre del nero · e2 cavallo del nero · f2 alfiere del bianco · c1 torre del bianco | g8 alfiere del bianco · h8 re del bianco · c7 cavallo del bianco · g7 donna del bianco · b6 pedone del nero · c6 pedone del nero · d6 torre del bianco · h6 pedone del nero · b5 pedone del bianco · c5 re del nero · f5 cavallo del bianco · d4 cavallo del nero · a3 pedone del bianco · b3 pedone del nero · c3 alfiere del nero · e3 donna del nero · f3 torre del nero · e2 cavallo del nero · f2 alfiere del bianco · c1 torre del bianco | g8 alfiere del bianco · h8 re del bianco · c7 cavallo del bianco · g7 donna del bianco · b6 pedone del nero · c6 pedone del nero · d6 torre del bianco · h6 pedone del nero · b5 pedone del bianco · c5 re del nero · f5 cavallo del bianco · d4 cavallo del nero · a3 pedone del bianco · b3 pedone del nero · c3 alfiere del nero · e3 donna del nero · f3 torre del nero · e2 cavallo del nero · f2 alfiere del bianco · c1 torre del bianco | g8 alfiere del bianco · h8 re del bianco · c7 cavallo del bianco · g7 donna del bianco · b6 pedone del nero · c6 pedone del nero · d6 torre del bianco · h6 pedone del nero · b5 pedone del bianco · c5 re del nero · f5 cavallo del bianco · d4 cavallo del nero · a3 pedone del bianco · b3 pedone del nero · c3 alfiere del nero · e3 donna del nero · f3 torre del nero · e2 cavallo del nero · f2 alfiere del bianco · c1 torre del bianco | g8 alfiere del bianco · h8 re del bianco · c7 cavallo del bianco · g7 donna del bianco · b6 pedone del nero · c6 pedone del nero · d6 torre del bianco · h6 pedone del nero · b5 pedone del bianco · c5 re del nero · f5 cavallo del bianco · d4 cavallo del nero · a3 pedone del bianco · b3 pedone del nero · c3 alfiere del nero · e3 donna del nero · f3 torre del nero · e2 cavallo del nero · f2 alfiere del bianco · c1 torre del bianco | g8 alfiere del bianco · h8 re del bianco · c7 cavallo del bianco · g7 donna del bianco · b6 pedone del nero · c6 pedone del nero · d6 torre del bianco · h6 pedone del nero · b5 pedone del bianco · c5 re del nero · f5 cavallo del bianco · d4 cavallo del nero · a3 pedone del bianco · b3 pedone del nero · c3 alfiere del nero · e3 donna del nero · f3 torre del nero · e2 cavallo del nero · f2 alfiere del bianco · c1 torre del bianco | g8 alfiere del bianco · h8 re del bianco · c7 cavallo del bianco · g7 donna del bianco · b6 pedone del nero · c6 pedone del nero · d6 torre del bianco · h6 pedone del nero · b5 pedone del bianco · c5 re del nero · f5 cavallo del bianco · d4 cavallo del nero · a3 pedone del bianco · b3 pedone del nero · c3 alfiere del nero · e3 donna del nero · f3 torre del nero · e2 cavallo del nero · f2 alfiere del bianco · c1 torre del bianco | 7 |
| 6 | g8 alfiere del bianco · h8 re del bianco · c7 cavallo del bianco · g7 donna del bianco · b6 pedone del nero · c6 pedone del nero · d6 torre del bianco · h6 pedone del nero · b5 pedone del bianco · c5 re del nero · f5 cavallo del bianco · d4 cavallo del nero · a3 pedone del bianco · b3 pedone del nero · c3 alfiere del nero · e3 donna del nero · f3 torre del nero · e2 cavallo del nero · f2 alfiere del bianco · c1 torre del bianco | g8 alfiere del bianco · h8 re del bianco · c7 cavallo del bianco · g7 donna del bianco · b6 pedone del nero · c6 pedone del nero · d6 torre del bianco · h6 pedone del nero · b5 pedone del bianco · c5 re del nero · f5 cavallo del bianco · d4 cavallo del nero · a3 pedone del bianco · b3 pedone del nero · c3 alfiere del nero · e3 donna del nero · f3 torre del nero · e2 cavallo del nero · f2 alfiere del bianco · c1 torre del bianco | g8 alfiere del bianco · h8 re del bianco · c7 cavallo del bianco · g7 donna del bianco · b6 pedone del nero · c6 pedone del nero · d6 torre del bianco · h6 pedone del nero · b5 pedone del bianco · c5 re del nero · f5 cavallo del bianco · d4 cavallo del nero · a3 pedone del bianco · b3 pedone del nero · c3 alfiere del nero · e3 donna del nero · f3 torre del nero · e2 cavallo del nero · f2 alfiere del bianco · c1 torre del bianco | g8 alfiere del bianco · h8 re del bianco · c7 cavallo del bianco · g7 donna del bianco · b6 pedone del nero · c6 pedone del nero · d6 torre del bianco · h6 pedone del nero · b5 pedone del bianco · c5 re del nero · f5 cavallo del bianco · d4 cavallo del nero · a3 pedone del bianco · b3 pedone del nero · c3 alfiere del nero · e3 donna del nero · f3 torre del nero · e2 cavallo del nero · f2 alfiere del bianco · c1 torre del bianco | g8 alfiere del bianco · h8 re del bianco · c7 cavallo del bianco · g7 donna del bianco · b6 pedone del nero · c6 pedone del nero · d6 torre del bianco · h6 pedone del nero · b5 pedone del bianco · c5 re del nero · f5 cavallo del bianco · d4 cavallo del nero · a3 pedone del bianco · b3 pedone del nero · c3 alfiere del nero · e3 donna del nero · f3 torre del nero · e2 cavallo del nero · f2 alfiere del bianco · c1 torre del bianco | g8 alfiere del bianco · h8 re del bianco · c7 cavallo del bianco · g7 donna del bianco · b6 pedone del nero · c6 pedone del nero · d6 torre del bianco · h6 pedone del nero · b5 pedone del bianco · c5 re del nero · f5 cavallo del bianco · d4 cavallo del nero · a3 pedone del bianco · b3 pedone del nero · c3 alfiere del nero · e3 donna del nero · f3 torre del nero · e2 cavallo del nero · f2 alfiere del bianco · c1 torre del bianco | g8 alfiere del bianco · h8 re del bianco · c7 cavallo del bianco · g7 donna del bianco · b6 pedone del nero · c6 pedone del nero · d6 torre del bianco · h6 pedone del nero · b5 pedone del bianco · c5 re del nero · f5 cavallo del bianco · d4 cavallo del nero · a3 pedone del bianco · b3 pedone del nero · c3 alfiere del nero · e3 donna del nero · f3 torre del nero · e2 cavallo del nero · f2 alfiere del bianco · c1 torre del bianco | g8 alfiere del bianco · h8 re del bianco · c7 cavallo del bianco · g7 donna del bianco · b6 pedone del nero · c6 pedone del nero · d6 torre del bianco · h6 pedone del nero · b5 pedone del bianco · c5 re del nero · f5 cavallo del bianco · d4 cavallo del nero · a3 pedone del bianco · b3 pedone del nero · c3 alfiere del nero · e3 donna del nero · f3 torre del nero · e2 cavallo del nero · f2 alfiere del bianco · c1 torre del bianco | 6 |
| 5 | g8 alfiere del bianco · h8 re del bianco · c7 cavallo del bianco · g7 donna del bianco · b6 pedone del nero · c6 pedone del nero · d6 torre del bianco · h6 pedone del nero · b5 pedone del bianco · c5 re del nero · f5 cavallo del bianco · d4 cavallo del nero · a3 pedone del bianco · b3 pedone del nero · c3 alfiere del nero · e3 donna del nero · f3 torre del nero · e2 cavallo del nero · f2 alfiere del bianco · c1 torre del bianco | g8 alfiere del bianco · h8 re del bianco · c7 cavallo del bianco · g7 donna del bianco · b6 pedone del nero · c6 pedone del nero · d6 torre del bianco · h6 pedone del nero · b5 pedone del bianco · c5 re del nero · f5 cavallo del bianco · d4 cavallo del nero · a3 pedone del bianco · b3 pedone del nero · c3 alfiere del nero · e3 donna del nero · f3 torre del nero · e2 cavallo del nero · f2 alfiere del bianco · c1 torre del bianco | g8 alfiere del bianco · h8 re del bianco · c7 cavallo del bianco · g7 donna del bianco · b6 pedone del nero · c6 pedone del nero · d6 torre del bianco · h6 pedone del nero · b5 pedone del bianco · c5 re del nero · f5 cavallo del bianco · d4 cavallo del nero · a3 pedone del bianco · b3 pedone del nero · c3 alfiere del nero · e3 donna del nero · f3 torre del nero · e2 cavallo del nero · f2 alfiere del bianco · c1 torre del bianco | g8 alfiere del bianco · h8 re del bianco · c7 cavallo del bianco · g7 donna del bianco · b6 pedone del nero · c6 pedone del nero · d6 torre del bianco · h6 pedone del nero · b5 pedone del bianco · c5 re del nero · f5 cavallo del bianco · d4 cavallo del nero · a3 pedone del bianco · b3 pedone del nero · c3 alfiere del nero · e3 donna del nero · f3 torre del nero · e2 cavallo del nero · f2 alfiere del bianco · c1 torre del bianco | g8 alfiere del bianco · h8 re del bianco · c7 cavallo del bianco · g7 donna del bianco · b6 pedone del nero · c6 pedone del nero · d6 torre del bianco · h6 pedone del nero · b5 pedone del bianco · c5 re del nero · f5 cavallo del bianco · d4 cavallo del nero · a3 pedone del bianco · b3 pedone del nero · c3 alfiere del nero · e3 donna del nero · f3 torre del nero · e2 cavallo del nero · f2 alfiere del bianco · c1 torre del bianco | g8 alfiere del bianco · h8 re del bianco · c7 cavallo del bianco · g7 donna del bianco · b6 pedone del nero · c6 pedone del nero · d6 torre del bianco · h6 pedone del nero · b5 pedone del bianco · c5 re del nero · f5 cavallo del bianco · d4 cavallo del nero · a3 pedone del bianco · b3 pedone del nero · c3 alfiere del nero · e3 donna del nero · f3 torre del nero · e2 cavallo del nero · f2 alfiere del bianco · c1 torre del bianco | g8 alfiere del bianco · h8 re del bianco · c7 cavallo del bianco · g7 donna del bianco · b6 pedone del nero · c6 pedone del nero · d6 torre del bianco · h6 pedone del nero · b5 pedone del bianco · c5 re del nero · f5 cavallo del bianco · d4 cavallo del nero · a3 pedone del bianco · b3 pedone del nero · c3 alfiere del nero · e3 donna del nero · f3 torre del nero · e2 cavallo del nero · f2 alfiere del bianco · c1 torre del bianco | g8 alfiere del bianco · h8 re del bianco · c7 cavallo del bianco · g7 donna del bianco · b6 pedone del nero · c6 pedone del nero · d6 torre del bianco · h6 pedone del nero · b5 pedone del bianco · c5 re del nero · f5 cavallo del bianco · d4 cavallo del nero · a3 pedone del bianco · b3 pedone del nero · c3 alfiere del nero · e3 donna del nero · f3 torre del nero · e2 cavallo del nero · f2 alfiere del bianco · c1 torre del bianco | 5 |
| 4 | g8 alfiere del bianco · h8 re del bianco · c7 cavallo del bianco · g7 donna del bianco · b6 pedone del nero · c6 pedone del nero · d6 torre del bianco · h6 pedone del nero · b5 pedone del bianco · c5 re del nero · f5 cavallo del bianco · d4 cavallo del nero · a3 pedone del bianco · b3 pedone del nero · c3 alfiere del nero · e3 donna del nero · f3 torre del nero · e2 cavallo del nero · f2 alfiere del bianco · c1 torre del bianco | g8 alfiere del bianco · h8 re del bianco · c7 cavallo del bianco · g7 donna del bianco · b6 pedone del nero · c6 pedone del nero · d6 torre del bianco · h6 pedone del nero · b5 pedone del bianco · c5 re del nero · f5 cavallo del bianco · d4 cavallo del nero · a3 pedone del bianco · b3 pedone del nero · c3 alfiere del nero · e3 donna del nero · f3 torre del nero · e2 cavallo del nero · f2 alfiere del bianco · c1 torre del bianco | g8 alfiere del bianco · h8 re del bianco · c7 cavallo del bianco · g7 donna del bianco · b6 pedone del nero · c6 pedone del nero · d6 torre del bianco · h6 pedone del nero · b5 pedone del bianco · c5 re del nero · f5 cavallo del bianco · d4 cavallo del nero · a3 pedone del bianco · b3 pedone del nero · c3 alfiere del nero · e3 donna del nero · f3 torre del nero · e2 cavallo del nero · f2 alfiere del bianco · c1 torre del bianco | g8 alfiere del bianco · h8 re del bianco · c7 cavallo del bianco · g7 donna del bianco · b6 pedone del nero · c6 pedone del nero · d6 torre del bianco · h6 pedone del nero · b5 pedone del bianco · c5 re del nero · f5 cavallo del bianco · d4 cavallo del nero · a3 pedone del bianco · b3 pedone del nero · c3 alfiere del nero · e3 donna del nero · f3 torre del nero · e2 cavallo del nero · f2 alfiere del bianco · c1 torre del bianco | g8 alfiere del bianco · h8 re del bianco · c7 cavallo del bianco · g7 donna del bianco · b6 pedone del nero · c6 pedone del nero · d6 torre del bianco · h6 pedone del nero · b5 pedone del bianco · c5 re del nero · f5 cavallo del bianco · d4 cavallo del nero · a3 pedone del bianco · b3 pedone del nero · c3 alfiere del nero · e3 donna del nero · f3 torre del nero · e2 cavallo del nero · f2 alfiere del bianco · c1 torre del bianco | g8 alfiere del bianco · h8 re del bianco · c7 cavallo del bianco · g7 donna del bianco · b6 pedone del nero · c6 pedone del nero · d6 torre del bianco · h6 pedone del nero · b5 pedone del bianco · c5 re del nero · f5 cavallo del bianco · d4 cavallo del nero · a3 pedone del bianco · b3 pedone del nero · c3 alfiere del nero · e3 donna del nero · f3 torre del nero · e2 cavallo del nero · f2 alfiere del bianco · c1 torre del bianco | g8 alfiere del bianco · h8 re del bianco · c7 cavallo del bianco · g7 donna del bianco · b6 pedone del nero · c6 pedone del nero · d6 torre del bianco · h6 pedone del nero · b5 pedone del bianco · c5 re del nero · f5 cavallo del bianco · d4 cavallo del nero · a3 pedone del bianco · b3 pedone del nero · c3 alfiere del nero · e3 donna del nero · f3 torre del nero · e2 cavallo del nero · f2 alfiere del bianco · c1 torre del bianco | g8 alfiere del bianco · h8 re del bianco · c7 cavallo del bianco · g7 donna del bianco · b6 pedone del nero · c6 pedone del nero · d6 torre del bianco · h6 pedone del nero · b5 pedone del bianco · c5 re del nero · f5 cavallo del bianco · d4 cavallo del nero · a3 pedone del bianco · b3 pedone del nero · c3 alfiere del nero · e3 donna del nero · f3 torre del nero · e2 cavallo del nero · f2 alfiere del bianco · c1 torre del bianco | 4 |
| 3 | g8 alfiere del bianco · h8 re del bianco · c7 cavallo del bianco · g7 donna del bianco · b6 pedone del nero · c6 pedone del nero · d6 torre del bianco · h6 pedone del nero · b5 pedone del bianco · c5 re del nero · f5 cavallo del bianco · d4 cavallo del nero · a3 pedone del bianco · b3 pedone del nero · c3 alfiere del nero · e3 donna del nero · f3 torre del nero · e2 cavallo del nero · f2 alfiere del bianco · c1 torre del bianco | g8 alfiere del bianco · h8 re del bianco · c7 cavallo del bianco · g7 donna del bianco · b6 pedone del nero · c6 pedone del nero · d6 torre del bianco · h6 pedone del nero · b5 pedone del bianco · c5 re del nero · f5 cavallo del bianco · d4 cavallo del nero · a3 pedone del bianco · b3 pedone del nero · c3 alfiere del nero · e3 donna del nero · f3 torre del nero · e2 cavallo del nero · f2 alfiere del bianco · c1 torre del bianco | g8 alfiere del bianco · h8 re del bianco · c7 cavallo del bianco · g7 donna del bianco · b6 pedone del nero · c6 pedone del nero · d6 torre del bianco · h6 pedone del nero · b5 pedone del bianco · c5 re del nero · f5 cavallo del bianco · d4 cavallo del nero · a3 pedone del bianco · b3 pedone del nero · c3 alfiere del nero · e3 donna del nero · f3 torre del nero · e2 cavallo del nero · f2 alfiere del bianco · c1 torre del bianco | g8 alfiere del bianco · h8 re del bianco · c7 cavallo del bianco · g7 donna del bianco · b6 pedone del nero · c6 pedone del nero · d6 torre del bianco · h6 pedone del nero · b5 pedone del bianco · c5 re del nero · f5 cavallo del bianco · d4 cavallo del nero · a3 pedone del bianco · b3 pedone del nero · c3 alfiere del nero · e3 donna del nero · f3 torre del nero · e2 cavallo del nero · f2 alfiere del bianco · c1 torre del bianco | g8 alfiere del bianco · h8 re del bianco · c7 cavallo del bianco · g7 donna del bianco · b6 pedone del nero · c6 pedone del nero · d6 torre del bianco · h6 pedone del nero · b5 pedone del bianco · c5 re del nero · f5 cavallo del bianco · d4 cavallo del nero · a3 pedone del bianco · b3 pedone del nero · c3 alfiere del nero · e3 donna del nero · f3 torre del nero · e2 cavallo del nero · f2 alfiere del bianco · c1 torre del bianco | g8 alfiere del bianco · h8 re del bianco · c7 cavallo del bianco · g7 donna del bianco · b6 pedone del nero · c6 pedone del nero · d6 torre del bianco · h6 pedone del nero · b5 pedone del bianco · c5 re del nero · f5 cavallo del bianco · d4 cavallo del nero · a3 pedone del bianco · b3 pedone del nero · c3 alfiere del nero · e3 donna del nero · f3 torre del nero · e2 cavallo del nero · f2 alfiere del bianco · c1 torre del bianco | g8 alfiere del bianco · h8 re del bianco · c7 cavallo del bianco · g7 donna del bianco · b6 pedone del nero · c6 pedone del nero · d6 torre del bianco · h6 pedone del nero · b5 pedone del bianco · c5 re del nero · f5 cavallo del bianco · d4 cavallo del nero · a3 pedone del bianco · b3 pedone del nero · c3 alfiere del nero · e3 donna del nero · f3 torre del nero · e2 cavallo del nero · f2 alfiere del bianco · c1 torre del bianco | g8 alfiere del bianco · h8 re del bianco · c7 cavallo del bianco · g7 donna del bianco · b6 pedone del nero · c6 pedone del nero · d6 torre del bianco · h6 pedone del nero · b5 pedone del bianco · c5 re del nero · f5 cavallo del bianco · d4 cavallo del nero · a3 pedone del bianco · b3 pedone del nero · c3 alfiere del nero · e3 donna del nero · f3 torre del nero · e2 cavallo del nero · f2 alfiere del bianco · c1 torre del bianco | 3 |
| 2 | g8 alfiere del bianco · h8 re del bianco · c7 cavallo del bianco · g7 donna del bianco · b6 pedone del nero · c6 pedone del nero · d6 torre del bianco · h6 pedone del nero · b5 pedone del bianco · c5 re del nero · f5 cavallo del bianco · d4 cavallo del nero · a3 pedone del bianco · b3 pedone del nero · c3 alfiere del nero · e3 donna del nero · f3 torre del nero · e2 cavallo del nero · f2 alfiere del bianco · c1 torre del bianco | g8 alfiere del bianco · h8 re del bianco · c7 cavallo del bianco · g7 donna del bianco · b6 pedone del nero · c6 pedone del nero · d6 torre del bianco · h6 pedone del nero · b5 pedone del bianco · c5 re del nero · f5 cavallo del bianco · d4 cavallo del nero · a3 pedone del bianco · b3 pedone del nero · c3 alfiere del nero · e3 donna del nero · f3 torre del nero · e2 cavallo del nero · f2 alfiere del bianco · c1 torre del bianco | g8 alfiere del bianco · h8 re del bianco · c7 cavallo del bianco · g7 donna del bianco · b6 pedone del nero · c6 pedone del nero · d6 torre del bianco · h6 pedone del nero · b5 pedone del bianco · c5 re del nero · f5 cavallo del bianco · d4 cavallo del nero · a3 pedone del bianco · b3 pedone del nero · c3 alfiere del nero · e3 donna del nero · f3 torre del nero · e2 cavallo del nero · f2 alfiere del bianco · c1 torre del bianco | g8 alfiere del bianco · h8 re del bianco · c7 cavallo del bianco · g7 donna del bianco · b6 pedone del nero · c6 pedone del nero · d6 torre del bianco · h6 pedone del nero · b5 pedone del bianco · c5 re del nero · f5 cavallo del bianco · d4 cavallo del nero · a3 pedone del bianco · b3 pedone del nero · c3 alfiere del nero · e3 donna del nero · f3 torre del nero · e2 cavallo del nero · f2 alfiere del bianco · c1 torre del bianco | g8 alfiere del bianco · h8 re del bianco · c7 cavallo del bianco · g7 donna del bianco · b6 pedone del nero · c6 pedone del nero · d6 torre del bianco · h6 pedone del nero · b5 pedone del bianco · c5 re del nero · f5 cavallo del bianco · d4 cavallo del nero · a3 pedone del bianco · b3 pedone del nero · c3 alfiere del nero · e3 donna del nero · f3 torre del nero · e2 cavallo del nero · f2 alfiere del bianco · c1 torre del bianco | g8 alfiere del bianco · h8 re del bianco · c7 cavallo del bianco · g7 donna del bianco · b6 pedone del nero · c6 pedone del nero · d6 torre del bianco · h6 pedone del nero · b5 pedone del bianco · c5 re del nero · f5 cavallo del bianco · d4 cavallo del nero · a3 pedone del bianco · b3 pedone del nero · c3 alfiere del nero · e3 donna del nero · f3 torre del nero · e2 cavallo del nero · f2 alfiere del bianco · c1 torre del bianco | g8 alfiere del bianco · h8 re del bianco · c7 cavallo del bianco · g7 donna del bianco · b6 pedone del nero · c6 pedone del nero · d6 torre del bianco · h6 pedone del nero · b5 pedone del bianco · c5 re del nero · f5 cavallo del bianco · d4 cavallo del nero · a3 pedone del bianco · b3 pedone del nero · c3 alfiere del nero · e3 donna del nero · f3 torre del nero · e2 cavallo del nero · f2 alfiere del bianco · c1 torre del bianco | g8 alfiere del bianco · h8 re del bianco · c7 cavallo del bianco · g7 donna del bianco · b6 pedone del nero · c6 pedone del nero · d6 torre del bianco · h6 pedone del nero · b5 pedone del bianco · c5 re del nero · f5 cavallo del bianco · d4 cavallo del nero · a3 pedone del bianco · b3 pedone del nero · c3 alfiere del nero · e3 donna del nero · f3 torre del nero · e2 cavallo del nero · f2 alfiere del bianco · c1 torre del bianco | 2 |
| 1 | g8 alfiere del bianco · h8 re del bianco · c7 cavallo del bianco · g7 donna del bianco · b6 pedone del nero · c6 pedone del nero · d6 torre del bianco · h6 pedone del nero · b5 pedone del bianco · c5 re del nero · f5 cavallo del bianco · d4 cavallo del nero · a3 pedone del bianco · b3 pedone del nero · c3 alfiere del nero · e3 donna del nero · f3 torre del nero · e2 cavallo del nero · f2 alfiere del bianco · c1 torre del bianco | g8 alfiere del bianco · h8 re del bianco · c7 cavallo del bianco · g7 donna del bianco · b6 pedone del nero · c6 pedone del nero · d6 torre del bianco · h6 pedone del nero · b5 pedone del bianco · c5 re del nero · f5 cavallo del bianco · d4 cavallo del nero · a3 pedone del bianco · b3 pedone del nero · c3 alfiere del nero · e3 donna del nero · f3 torre del nero · e2 cavallo del nero · f2 alfiere del bianco · c1 torre del bianco | g8 alfiere del bianco · h8 re del bianco · c7 cavallo del bianco · g7 donna del bianco · b6 pedone del nero · c6 pedone del nero · d6 torre del bianco · h6 pedone del nero · b5 pedone del bianco · c5 re del nero · f5 cavallo del bianco · d4 cavallo del nero · a3 pedone del bianco · b3 pedone del nero · c3 alfiere del nero · e3 donna del nero · f3 torre del nero · e2 cavallo del nero · f2 alfiere del bianco · c1 torre del bianco | g8 alfiere del bianco · h8 re del bianco · c7 cavallo del bianco · g7 donna del bianco · b6 pedone del nero · c6 pedone del nero · d6 torre del bianco · h6 pedone del nero · b5 pedone del bianco · c5 re del nero · f5 cavallo del bianco · d4 cavallo del nero · a3 pedone del bianco · b3 pedone del nero · c3 alfiere del nero · e3 donna del nero · f3 torre del nero · e2 cavallo del nero · f2 alfiere del bianco · c1 torre del bianco | g8 alfiere del bianco · h8 re del bianco · c7 cavallo del bianco · g7 donna del bianco · b6 pedone del nero · c6 pedone del nero · d6 torre del bianco · h6 pedone del nero · b5 pedone del bianco · c5 re del nero · f5 cavallo del bianco · d4 cavallo del nero · a3 pedone del bianco · b3 pedone del nero · c3 alfiere del nero · e3 donna del nero · f3 torre del nero · e2 cavallo del nero · f2 alfiere del bianco · c1 torre del bianco | g8 alfiere del bianco · h8 re del bianco · c7 cavallo del bianco · g7 donna del bianco · b6 pedone del nero · c6 pedone del nero · d6 torre del bianco · h6 pedone del nero · b5 pedone del bianco · c5 re del nero · f5 cavallo del bianco · d4 cavallo del nero · a3 pedone del bianco · b3 pedone del nero · c3 alfiere del nero · e3 donna del nero · f3 torre del nero · e2 cavallo del nero · f2 alfiere del bianco · c1 torre del bianco | g8 alfiere del bianco · h8 re del bianco · c7 cavallo del bianco · g7 donna del bianco · b6 pedone del nero · c6 pedone del nero · d6 torre del bianco · h6 pedone del nero · b5 pedone del bianco · c5 re del nero · f5 cavallo del bianco · d4 cavallo del nero · a3 pedone del bianco · b3 pedone del nero · c3 alfiere del nero · e3 donna del nero · f3 torre del nero · e2 cavallo del nero · f2 alfiere del bianco · c1 torre del bianco | g8 alfiere del bianco · h8 re del bianco · c7 cavallo del bianco · g7 donna del bianco · b6 pedone del nero · c6 pedone del nero · d6 torre del bianco · h6 pedone del nero · b5 pedone del bianco · c5 re del nero · f5 cavallo del bianco · d4 cavallo del nero · a3 pedone del bianco · b3 pedone del nero · c3 alfiere del nero · e3 donna del nero · f3 torre del nero · e2 cavallo del nero · f2 alfiere del bianco · c1 torre del bianco | 1 |
|   | a | b | c | d | e | f | g | h |   |

Soluzione:
Chiave: 1. De7!
1... Dxe7  2. Txc6#

1... De5+  2. Dxe5#

1... Cxf5+/Cxb5+  2. De5#

1... Ce6+  2. Td4#

1... Cc2+  2. Rf6#